# Vinaxuki
 (février 2021).
Vinaxuki ou Xuan Kien Auto JSC était un constructeur automobile vietnamien créé en 2004, la société a fabriqué et assemblé des automobiles et des mini-camions sous sa propre marque ainsi que d'autres marques chinoises. Depuis sa création, Vinaxuki a lancé 38 modèles de camions, deux modèles de tracteurs routier, deux modèles de voitures de tourisme et deux modèles d'autocars. L'opération a cessé en 2015.

## Produits

### Automobiles
- Pickup Vinaxuki 650X
- Songhuajiang HFJ6376
- Hafei HFJ7110E

### Minitrucks
- Vinaxuki 3500TL, 990T, 1490T
- Jinbei : plusieurs modèles
- Songhuajiang HFJ1011G

### Camions
- Vinaxuki 3450T, 5500TL, 8500TL, 2500BA, 3000BA, 4500BA, 5000BA, 7000BA